# Семедо
Семедо (лат. Semedo) — варіант шахів, імовірно винайдений Алваро Семедо.

## Історія
Деякими істориками шахів взагалі заперечується існування таких шахів. Імовірно винайдені католицьким місіонером в Китаї, Алваро Семедо. Згодом інші єзуїтські місіонери в Китаї повідомляли про особливі китайські шахи під назвою «Семедо». Опис цієї гри на латині наведено в книзі, виданій в 1694 в Англії.

## Правила
Цей варіант шахів вельми мало схожий на звичайні сянці, гра ведеться на дошці 5 × 8, відповідно на 40 клітинах, дошка в Семеду має наступну схожість з дошкою в сянці — на обох дошках вертикалі довше горизонталей. Полем в Семеду служить квадрат, а не крапка. Однак деякі фігури нагадують такі в сянці, наприклад учений (literatus) ймовірно аналог радника. Оскільки ці фігури стоять на тих же місцях, що і охоронці (радники), по обидва боки від короля, кількість їх, двоє, збігається з числом охоронців, крім того позначаються подібним за змістом ієрогліфом. Також є фігура під назвою ракета, ракетні феєрверкі були відомі китайцям на той час вже сотні років. Ця фігура нагадує гібрид гармати і тури, вихідні позиції ракети і гармати схожі, чисельність цих фігур в семедо і сянці збігається, також по дві. І ієрогліф «гармата» має варіанти «петарда, ракета феєрверка». При цьому ходить і б'є як тура, і лише ставить шах і мат як гармата. Про короля сказано наступне: «король не наступає». Можливо, що король не рухається взагалі, і його вихідний квадрат є для нього тим же, що і палац в сянці. А ось коні і пішаки ходять як в сянці, але з огляду на те що річки немає, не ясно як останні пересуваються по протилежній стороні дошки. Ламана лінія початкового ладу пішаків частково нагадує початкову розстановку в бірманських шахах.
Початкова розстановка в Семедо (♔ ♚ — королі, ♕ ♛ — вчені, ♘ ♞ — коні, ♙ ♟ — пішаки, ◬ ⟁ — ракети):
| 8 | ♞ | ♛ | ♚ | ♛ | ♞ |
| 7 | ⟁ | ♟ | ♟ | ♟ | ⟁ |
| 6 | ♟ |   |   |   | ♟ |
| 5 |   |   |   |   |   |
| 4 |   |   |   |   |   |
| 3 | ♙ |   |   |   | ♙ |
| 2 | ◬ | ♙ | ♙ | ♙ | ◬ |
| 1 | ♘ | ♕ | ♔ | ♕ | ♘ |
|   | A | B | C | D | E |